# Порт Гибсон (Њујорк)
Порт Гибсон (енгл. Port Gibson) насељено је место без административног статуса у америчкој савезној држави Њујорк.

## Демографија
По попису из 2010. године број становника је 453.
| Група             | 2000.    | 2010.       |
| Белци             | 0 (0,0%) | 425 (93,8%) |
| Афроамериканци    | 0 (0,0%) | 12 (2,6%)   |
| Азијати           | 0 (0,0%) | 0 (0,0%)    |
| Хиспаноамериканци | 0 (0,0%) | 7 (1,5%)    |
| Укупно            | 0        | 453         |